# WTA South Carolina
Il WTA South Carolina è stato un torneo femminile di tennis che si è disputato a Seabrook Island negli USA nel 1986 e a Wild Dunes dal 1986 al 1987 su campi in terra rossa.

## Albo d'oro

### Singolare
| Anno | Campionessa      | Finalista           | Punteggio     |
| ---- | ---------------- | ------------------- | ------------- |
| 1985 | Katerina Maleeva | Virginia Ruzici     | 6–3, 6–3      |
| 1986 | Elise Burgin     | Tine Scheuer-Larsen | 6–1, 6–3      |
| 1987 | Manuela Maleeva  | Raffaella Reggi     | 5–7, 6–2, 6–3 |

### Doppio
| Anno | Campionesse                            | Finalista                            | Punteggio     |
| ---- | -------------------------------------- | ------------------------------------ | ------------- |
| 1985 | Svetlana Černeva Larisa Neiland        | Elise Burgin Lori McNeil             | 6–1, 6–3      |
| 1986 | Sandra Cecchini Sabrina Goleš          | Laura Gildemeister Marcela Skuherská | 4–6, 6–0, 6–3 |
| 1987 | Laura Gildemeister Tine Scheuer-Larsen | Mercedes Paz Candy Reynolds          | 6–4, 6–4      |